# Kim Jung-joo (cầu thủ bóng đá)
Đây là một tên người Triều Tiên, họ là Kim.
Kim Jung-Joo (tiếng Hàn: 김정주; Hanja: 金正柱, sinh ngày 26 tháng 9 năm 1991) là một cầu thủ bóng đá Hàn Quốc thi đấu ở vị trí tiền đạo cho câu lạc bộ Hàn Quốc thtại đội bóng ở K League Challenge Daejeon Citizen.

## Sự nghiệp câu lạc bộ

### Gangwon FC
Ngày 17 tháng 11 năm 2009, Gangwon tuyển anh tại đợt tuyển quân K League 2010. Anh có trận đầu tiên ở K League trước Pohang Steelers ở Pohang với vai trò dụ bị và Gangwon thất bại 0-4 trên sân khách vào ngày 20 tháng 3 năm 2010.

### Thống kê
Tính đến 31 tháng 10 năm 2011
| Thành tích câu lạc bộ | Thành tích câu lạc bộ | Thành tích câu lạc bộ | Giải vô địch | Giải vô địch | Cúp     | Cúp       | Cúp Liên đoàn | Cúp Liên đoàn | Tổng cộng | Tổng cộng |
| Mùa giải              | Câu lạc bộ            | Giải vô địch          | Số trận      | Bàn thắng    | Số trận | Bàn thắng | Số trận       | Bàn thắng     | Số trận   | Bàn thắng |
| Hàn Quốc              | Hàn Quốc              | Hàn Quốc              | Giải vô địch | Giải vô địch | Cúp KFA | Cúp KFA   | Cúp Liên đoàn | Cúp Liên đoàn | Tổng cộng | Tổng cộng |
| --------------------- | --------------------- | --------------------- | ------------ | ------------ | ------- | --------- | ------------- | ------------- | --------- | --------- |
| 2010                  | Gangwon FC            | K League              | 6            | 0            | 1       | 0         | 1             | 0             | 8         | 0         |
| 2011                  | Gangwon FC            | K League              | 3            | 0            | 1       | 0         | 1             | 0             | 5         | 0         |
| Tổng cộng sự nghiệp   | Tổng cộng sự nghiệp   | Tổng cộng sự nghiệp   | 9            | 0            | 2       | 0         | 2             | 0             | 13        | 0         |